# Sommer-Paralympics 2016/Pararudern
Bei den Sommer-Paralympics 2016 in Rio de Janeiro wurden am 11. September 2016 in insgesamt vier Wettbewerben im Pararudern Medaillen vergeben.

## Klassen
Im Behinderten-Rudersport wird in drei Klassen unterschieden:
- LTA, für Ruderer mit eingeschränktem Sehvermögen, leichten Amputationen und halbseitiger Lähmung (Mixed Vierer).
- TA, für Ruderer mit Amputationen, Rückenmarkgeschädigte oder Cerebralparetiker (Mixed Zweier).
- AS, für Ruderer mit fehlender Rumpfstabilität (Männer und Frauen Einer).

## Ergebnisse Männer

### Einer 1000 Meter (AS)
| Platz | Land | Athlet          | Zeit (min) |
| ----- | ---- | --------------- | ---------- |
| 1     | UKR  | Roman Polianski | 4:39,56    |
| 2     | AUS  | Eric Horrie     | 4:42,94    |
| 3     | GBR  | Tom Aggar       | 4:50,90    |
| 4     | USA  | Blake Haxton    | 4:54,25    |
| 5     | CHN  | Huang Cheng     | 4:54,43    |
| 6     | BRA  | Renê Pereira    | 5:04,90    |

Datum: 11. September 2016, 10:10 Uhr (BRT)
Der deutsche Starter Johannes Schmidt erreichte den 11. Platz. Er hatte erst einen Monat vor den Paralympics den Startplatz des ausgeschlossenen russischen Sportlers erhalten und startete in dessen Boot.

## Ergebnisse Frauen

### Einer 1000 Meter (AS)
| Platz | Land | Athletin           | Zeit (min) |
| ----- | ---- | ------------------ | ---------- |
| 1     | GBR  | Rachel Morris      | 5:13,69    |
| 2     | CHN  | Wang Lili          | 5:16,65    |
| 3     | ISR  | Moran Samuel       | 5:17,46    |
| 4     | NOR  | Birgit Skarstein   | 5:25,04    |
| 5     | BLR  | Ludmilla Wautschok | 5:34,16    |
| 6     | BRA  | Claudia Santos     | 5:34,77    |

Datum: 11. September 2016, 9:50 Uhr (BRT)

## Ergebnisse Mixed

### Doppelzweier 1000 Meter (TA)
| Platz | Land | Athleten                            | Zeit (min) |
| ----- | ---- | ----------------------------------- | ---------- |
| 1     | GBR  | Lauren Rowles Laurence Whiteley     | 3:55,28    |
| 2     | CHN  | Liu Shuang Fei Tianming             | 3:58,45    |
| 3     | FRA  | Perle Bouge Stephane Tardieu        | 4:01,48    |
| 4     | NED  | Esther van der Loos Corne de Koning | 4:03,43    |
| 5     | UKR  | Jaroslaw Kojuda Iryna Kyritschenko  | 4:05,35    |
| 6     | POL  | Michal Gadowski Jolanta Majka       | 4:06,26    |

Datum: 11. September 2016, 10:30 Uhr (BRT)

### Vierer mit Steuermann/-frau 1000 Meter (LTA)
| Platz | Land | Athleten                                                                        | Zeit (min) |
| ----- | ---- | ------------------------------------------------------------------------------- | ---------- |
| 1     | GBR  | Grace Clough Daniel Brown Pamela Relph James C. Fox Oliver James (Stm.)         | 3:17,17    |
| 2     | USA  | Jaclyn Smith Danielle Hansen Zachary Burns Dorian Weber Jennifer Sichel (Stf.)  | 3:19,61    |
| 3     | CAN  | Victoria Nolan Meghan Montgomery Andrew Todd Curtis Halladay Kristen Kit (Stf.) | 3:19,90    |
| 4     | GER  | Anke Molkenthin Tino Kolitscher Valentin Luz Susanne Lackner Inga Thoene (Stf.) | 3:27,34    |
| 5     | RSA  | Shannon Murray Lucy Perold Dylan Trollope Dieter Rosslee Willie Morgan (Stm.)   | 3:28,39    |
| 6     | CHN  | Wang Qian Zhao Hui Chen Xinxin Wu Yunlong Yu Li (Stm.)                          | 3:31,12    |

Datum: 11. September 2016, 10:50 Uhr (BRT)

## Medaillenspiegel
| Platz | Mannschaft          | Goldmedaillen | Silbermedaillen | Bronzemedaillen | Gesamt |
| ----- | ------------------- | ------------- | --------------- | --------------- | ------ |
| 1     | Großbritannien      | 3             |                 | 1               | 4      |
| 2     | Ukraine             | 1             |                 |                 | 1      |
| 3     | Volksrepublik China |               | 2               |                 | 2      |
| 4     | Australien          |               | 1               |                 | 1      |
| 4     | Vereinigte Staaten  |               | 1               |                 | 1      |
| 6     | Kanada              |               |                 | 1               | 1      |
| 6     | Frankreich          |               |                 | 1               | 1      |
| 6     | Israel              |               |                 | 1               | 1      |
| Summe | Summe               | 4             | 4               | 4               | 12     |